# Hra s kameny
Hra s Kameny è un cortometraggio del 1965 diretto dal regista Jan Švankmajer.

## Trama
Il filmato è basato su temi ripetitivi (come in Et Cetera) e progressivamente in aumento. Ci viene mostrato un secchio di latta che si trova al di sotto di un rubinetto dal quale, allo scoccare preciso di ogni ora (scandita da un orologio a pendolo), vengono fatte uscire delle pietre, generalmente di numero uguale a quello dell'ora corrispondente. Segue ad ogni sequenza una breve variazione, in cui le pietre vengono mostrate in maniere alquanto fantasiose e spettacolari (tritate, a mosaico, a colori complementari ecc.). La sequenza si interrompe quando le pietre, diventate troppe, sfondano il secchio di latta.